# DrugBank
DrugBank este o bază de date ce conține informații legate de medicamente. Este o sursă bioinformatică și chemoinformatică, oferind informații detaliate (de ordin chimic, farmacologic și farmaceutic) în legătură cu medicamentele disponibile pe piață (pentru uz uman și veterinar), cât și cu cele retrase de pe piață. În plus, baza de date oferă și structurile chimice corespunzătoare. Instituția care se ocupă de baza de date este University of Alberta and The Metabolomics Innovation Centre din Alberta, Canada.
Ultima versiune a bazei de date (versiunea 5.0) conține informații despre 9591 medicamente, dintre care 2037 sunt molecule mici aprobate de către FDA, 241 medicamente biologice aprobate de către FDA (proteine/peptide), 96 sunt nutraceutice și peste 6000 sunt medicamente experimentale.
Patru baze de date suplimentare, HMDB, T3DB, SMPDB și FooDB fac parte, de asemenea, dintr-o suită generală de baze de date metabolomice/cheminformatice. HMDB conține informații echivalente despre peste 40 000 de metaboliți umani, T3DB conține informații despre 3100 de toxine comune și poluanți de mediu, SMPDB conține diagrame de căi pentru aproape 700 de căi metabolice umane și căi de boală, în timp ce FooDB conține informații echivalente despre ~28 000 de componente alimentare și aditivi alimentari.